# Liubîmivka, Sofiivka
Liubîmivka (în ucraineană Любимівка) este un sat în așezarea urbană Sofiivka din raionul Sofiivka, regiunea Dnipropetrovsk, Ucraina.

## Demografie
Componența lingvistică a localității Liubîmivka
     Ucraineană (95,96%)
     Rusă (3,33%)
     Alte limbi (0,48%)
Conform recensământului din 2001, majoritatea populației localității Liubîmivka era vorbitoare de ucraineană (95,96%), existând în minoritate și vorbitori de rusă (3,33%).